# フエンテアルビージャ

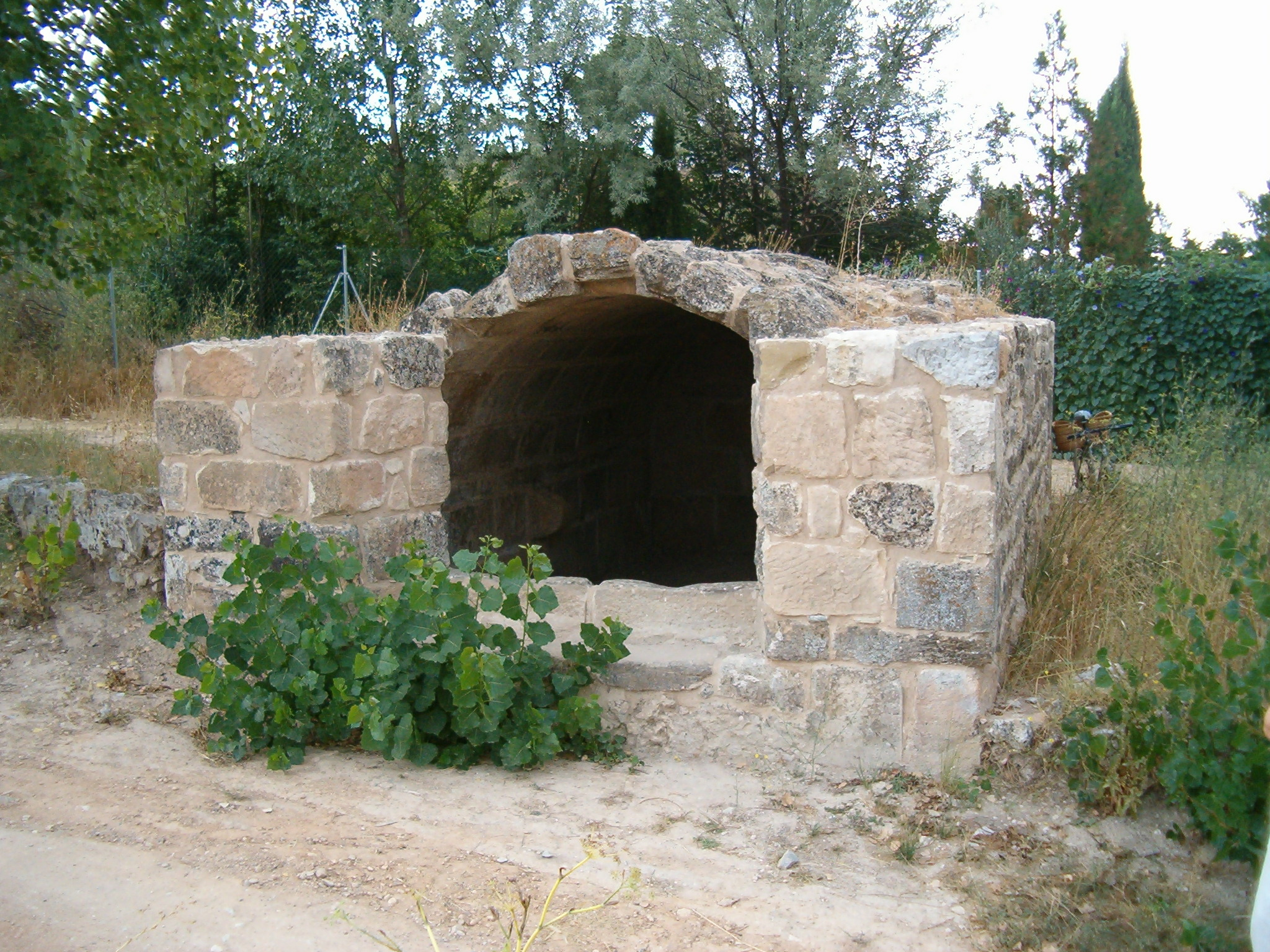
Roman cistern in Fuentealbilla.

フエンテアルビージャ（Fuentealbilla）は、スペイン・カスティーリャ・ラ・マンチャ州アルバセーテ県のムニシピオ（基礎自治体）。県都アルバセーテから43kmに位置する。2011年の人口は2,029人（スペイン国立統計局）。自治体内はボルマーテとカンポアルビージョの小地区に分けられている。

## 歴史
この地はローマ時代以来塩田で有名で、1990年代まで塩の生産がおこなわれていた。紀元3世紀の貯水槽が残されている。
2008年にはローマ時代の石彫の人の頭が農作業中の農夫によって発見された。その彫刻は現在アルバセーテ県立考古学博物館に所蔵されている。分析の結果、3世紀のものであることが分かった。

## 人口
| フエンテアルビージャの人口推移 1900－2010               |
|                                                         |
| 出典:INE（スペイン国立統計局）1900年 - 1991年、1996年 - |

## 政治
自治体首長はカスティーリャ＝ラ・マンチャ国民党（Partido Popular de Castilla-La Mancha、PPCLM）のアンヘル・サルメロン・ガリード（Ángel Salmerón Garrido）で、自治体評議員は、カスティーリャ＝ラ・マンチャ国民党：6、カスティーリャ＝ラ・マンチャ社会党（Partido Socialista de Castilla-La Mancha、PSCM-PSOE）：5となっている（2011年5月22日の自治体選挙結果、得票順）。
| 1999年6月13日自治体選挙 |        |        |          |
| 政党                    | 得票数 | 得票率 | 獲得議席 |
| PP                      | 588    | 47.34% | 4        |
| PSOE                    | 511    | 41.14% | 4        |
| IU                      | 118    | 9.50%  | 1        |

| 2003年5月25日自治体選挙 |        |        |          |
| 政党                    | 得票数 | 得票率 | 獲得議席 |
| PSOE                    | 571    | 47.50% | 5        |
| PP                      | 541    | 45.01% | 4        |
| IU                      | 77     | 6.41%  | 0        |

| 2007年5月27日自治体選挙 |        |        |          |
| 政党                    | 得票数 | 得票率 | 獲得議席 |
| PP                      | 742    | 61.22% | 6        |
| PSOE                    | 431    | 35.56% | 3        |

| 2011年5月22日自治体選挙 |        |        |          |
| 政党                    | 得票数 | 得票率 | 獲得議席 |
| PP                      | 645    | 51.89% | 6        |
| PSOE                    | 577    | 46.42% | 5        |

### 司法行政
フエンテアルビージャはカサス＝イバーニェス司法管轄区に属す。

## 出身者
- アンドレス・イニエスタ : サッカー選手。